# Simply Deep
Simply Deep è l'album di debutto della cantante statunitense Kelly Rowland, ex membro delle Destiny's Child, pubblicato nel 2002 in America e successivamente, il 3 febbraio 2003, nel resto del mondo.
L'album ha venduto più di 3 milioni di copie, guadagnano il disco di platino nel Regno Unito, ed il disco d'oro negli Stati Uniti, in Australia, Canada, Nuova Zelanda, Irlanda, Hong Kong e Singapore.

## Tracce
1. Stole – 4:09 (Dane Deviller, Sean Hosein, Steve Kipner)
2. Dilemma (feat. Nelly) – 4:49 (Cornell Iral Haynes Jr., Antoine Macon, Ryan Bowser, Kenneth Gamble, Bunny Sigler)
3. Haven't Told You – 3:42 (Anders Barrén, Jany Schella, Jeanette Olsson)
4. Can't Nobody – 4:04 (Rich Harrison, Robert Reed, Tony Fisher)
5. Love/Hate – 3:08 (Brandy Norwood, Blake English, Robert Smith)
6. Simply Deep (feat. Solange) – 3:22 (Troy Johnson, Solange Knowles)
7. (Love Lives In) Strange Places – 3:32 (Kelly Rowland, Billy Mann, Damon Elliott)
8. Obsession – 3:36 (Troy Johnson, Solange Knowles)
9. Heaven – 3:59 (Kelly Rowland, Taura Jackson, Alonzo Jackson, Todd Mushaw)
10. Past 12 – 3:28 (Rob Fusari, Mary Brown, Falonte Moore, Balewa Muhammad, Teron Beal,  Eritza Lauds)
11. Everytime You Walk Out That Door – 4:08 (Mark J. Feist, Damon Sharpe)
12. Train on a Track – 3:43 (Rob Fusari, Sylvester Jordan Jr., Balewa Muhammad, Tiaa Wells)
13. Beyond Imagination – 3:21 (Romeo Antonio, Solange Knowles, Damon Elliott)

Durata totale: 49:01

## Classifiche
| Classifiche (2002-03)       | Peak position | Certificazione |
| --------------------------- | ------------- | -------------- |
| Australia                   | 5             | Oro            |
| Belgio                      | 39            |                |
| Canada                      |               | Oro            |
| Danimarca                   | 5             |                |
| Finlandia                   | 17            |                |
| Francia                     | 47            |                |
| Germania                    | 14            |                |
| Irlanda                     | 1             | Oro            |
| Nuova Zelanda               | 7             | Oro            |
| Norvegia                    | 14            |                |
| Svezia                      | 32            |                |
| Svizzera                    | 17            |                |
| Regno Unito                 | 1             | Platino        |
| U.S. Billboard 200          | 12            | Oro            |
| U.S. Top R&B/Hip-Hop Albums | 3             | Oro            |